# Визель, Оскар Эмильевич
Оскар Эмильевич Визель (13.10.1895, Санкт-Петербург — 06.03.1939, Соликамск) — переводчик, археолог, этнограф, лингвист, тибетолог, индолог, японовед, военный лётчик, участник Первой мировой войны. Один из авторов Большой Советской Энциклопедии. Владел 12 языками.

## Биография
Родился 13 октября 1895 года в Санкт-Петербурге на 4-й линии Васильевского острова в семье выходцев из Австрии. Потомственный дворянин. Отец — Визель Эмиль Оскарович — профессор Академии художеств. 
В 1915 году окончил училище при Реформаторских Церквях в Петрограде. В тот же год поступил на факультет восточных языков в Петроградский университет. В конце 1916 года в качестве «охотника» (добровольца) был зачислен на Теоретические авиационные курсы имени В. В. Захарова при Петроградском политехническом институте. После успешного окончания курсов в составе сотни русских солдат и офицеров направлен в Англию для обучения полётам. 15 июня 1917 года в Военной школе Оксфорда получил свидетельство на пилотирование «Де Хэвилленд-Биплан».
После окончания войны Визель восстановился в университете, одновременно работая в этнографическом кабинете географического института. Владел 12 языками, в том числе монгольским, японским, тибетским и санскритом. 
Первый раз был арестован в1923 году по так называемому «делу старост государственного университета» и приговорён к 2-м годам административной ссылки в Зырянскую область. Работал по созданию Общества по изучению Коми края. По окончании срока ссылки получил ограничения — не имел права проживать в крупных городах России. Для проживания выбрал город Полторацк (нынешний Ашхабад), где жил и работал в местном НИИ и музее города до 1930 года. 27 декабря 1932 года дело против О. Э. Визеля прекращено с мотивировкой «принадлежность к нелегальной КРО не подтвердилось и обвинение по статье 58-11 не доказано» (постановление ОГПУ ЛВО). 
С 1933 Оскар Визель работал преподавателем японского языка в Ленинградском Восточном Институте. 11-19 апреля 1933 года участвовал в работе Всесоюзного географического съезда (секция этнографии). Работал по созданию «Большой Советской Энциклопедии». 
26 марта 1935 года вновь арестован «как социально опасный элемент» и вместе с женой и 6-летним сыном выслан в Казахстан (город Иргиз) на 5 лет. 3 июня 1936 года ссылка в Казахстан заменена проживанием в Казани, где Оскар Эмильевич стал работать в Казанском государственном центральном музее. 
28 апреля 1938 года арестован в третий раз с той же формулировкой — «социально опасный элемент — потомственный дворянин» Приговорён ОСО НКВД СССР к пяти годам лагерей. 6 марта 1939 года учёный-востоковед О. Э. Визель умер в Соликамском лагере.
Полностью реабилитирован 29 марта 1956 года.

## Семья
Жена (с 1929) — Вера Александровна Шолпо (1902—1970), живописец, театральный художник, художник-график. Сестра Е.А.Шолпо.
- Сын — Андрей Оскарович Визель (1930, Ленинград—2019, Казань), химик,  ведущий научный сотрудник Института органической и физической химии им А. Е. Арбузова Казанского научного центра, заслуженный деятель науки и техники Республики Татарстан, лауреат Государственной премии Республики Татарстан в области науки и техники за комплексную разработку препарата «Димефосфон»[6], художник (окончил с отличием Казанское художественное училище).  Похоронен на Арском кладбище (сектор X, Немецкий участок).
  - Внук — Визель, Александр Андреевич Визель, врач-пульмонолог, ученый.